# کنگره بین‌المللی بانوان تاثیرگذار
نخستین کنگره بین‌المللی بانوان تأثیرگذار همایشی بود که توسط معاونت امور زنان و خانواده دولت سیزدهم جمهوری اسلامی ایران در بهمن ۱۴۰۱ برگزار شد. این کنگره عصر جمعه، ۳۰ دی در مرکز همایش‌های بین‌المللی جمهوری اسلامی ایران در تهران و با حضور جمیله علم‌الهدی، همسر سید ابراهیم رئیسی، و همسران رئیس‌جمهوری‌های چند دولت خارجی آغاز به کار کرد.
تلاش جمهوری اسلامی برای تبلیغات دربارهٔ این همایش که بعد از اخراج ایران از کمیسیون مقام زن سازمان ملل برگزار شد، با حضور مایا صباغ، انتخاب میهمانان و برگزیدگان و مبلغ جوایز اعطاشده به آنها به اندازه‌ای مورد چالش قرار گرفته که انسیه خزعلی، معاون امور زنان و خانواده رئیس‌جمهور، بارها مجبور به اظهارنظر در این زمینه شد.

## مهمانان و جوایز

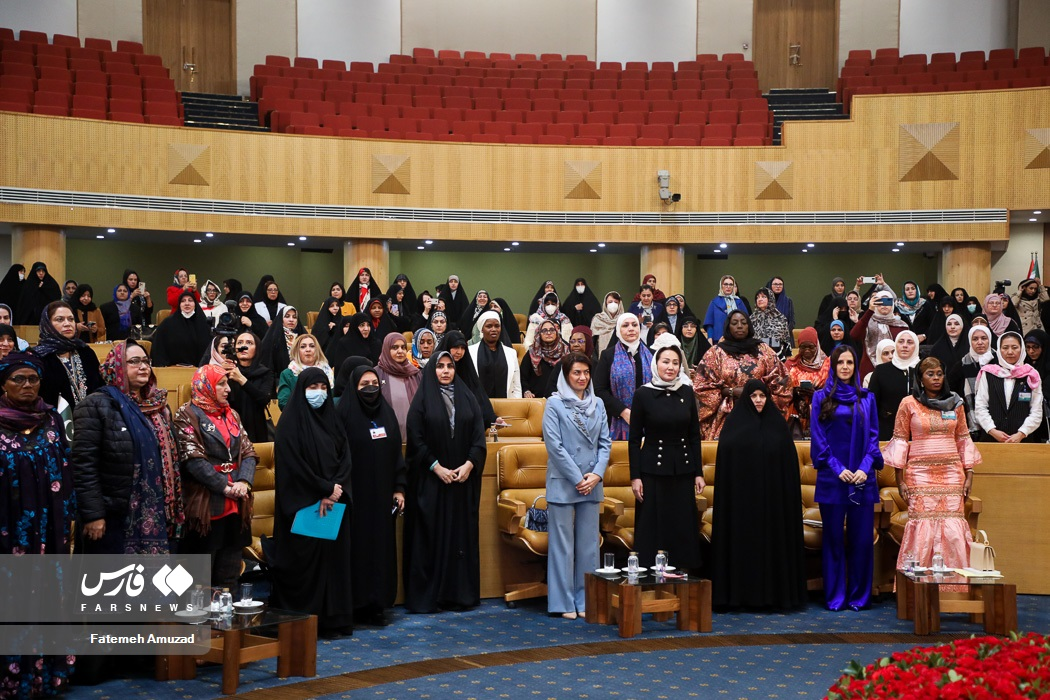
اولین کنگره بین‌المللی بانوان تاثیرگذار

مقام‌های دولتی و معاونت امور زنان ریاست‌جمهوری فهرست زنان شرکت‌کننده در این کنگره را منتشر نکرده‌اند اما انسیه خزعلی گفته‌است در این کنگره، ۹۶ کشور و ۷۰ مقام زن کشورهای خارجی مشارکت دارند. صربستان، ارمنستان، ازبکستان، عراق، پاکستان، کویت، بورکینافاسو، قرقیزستان، سریلانکا، گینه، لبنان، روسیه و ونزوئلا از کشورهای شرکت‌کننده در این کنگره اعلام شدند.
سوده غفوری‌فرد، دختر حسن غفوری‌فرد و همسر مهدی اخوان بهابادی، رئیس «هیئت بازرسی و نظارت شورای عالی انقلاب فرهنگی» و از برندگان جوایز این کنگره و زینب نصرالله دختر حسن نصرالله دبیرکل حزب‌الله لبنان به همراه همسران رئیس‌جمهورهای پیشین گینه و نیجر از جمله مدعوان این برنامه بودند. بر اساس تصاویر منتشرشده، آنا هاکوپیان، همسر نیکول پاشینیان، نخست‌وزیر ارمنستان، یکی از شرکت‌کنندگان است. همسر نخست‌وزیر بورکینافاسو، آیگل جباروف، همسر صدر جباروف، رئیس‌جمهور قرقیزستان، تامارا ووچیچ، همسر الکساندارا ووچیچ، رئیس‌جمهور صربستان، از دیگر زنان حاضر در این همایش بودند.
جمیله علم‌الهدی، همسر رئیس‌جمهور ایران، میزبان این مراسم بود و باعث شد اصطلاح «بانوی اول» برای او استفاده شود. بثینه شعبان، مشاور بشار اسد، رئیس‌جمهور سوریه که به نمایندگی از سوی اسما اسد، همسر بشار اسد در این مراسم شرکت کرده بود، به تمجید از اظهارات جمیله علم‌الهدی، در این کنگره پرداخته و سخنان او را به «زیبایی فرش‌های ایرانی» توصیف کرد.
به گفته فاطمه حقیرالسادات، دبیر علمی این کنگره، مبلغ ۲۰ هزار یورو، معادل یک میلیارد تومان، به همراه یک گواهی از طرف کمیسیون ملی یونسکو نیز به هر یک از برندگان این کنگره اعطا شد.
مایا صباغ، وبلاگ‌نویس لبنانی که همزمان با برگزاری این کنگره در ایران حضور داشت، در ویدئویی مدعی شد خبرهای مبنی بر ضرب و شتم و بازداشت و تعرض به زنان بر سر حجاب در بحبوحه خیزش ۱۴۰۱ ایران، «دروغ‌پردازی» و «هجمه رسانه‌ای» علیه جمهوری اسلامی است.

## واکنش‌ها
کاربران شبکه‌های اجتماعی نسبت به بی‌فایده بودن چنین گردهمایی کم اقبال بین‌المللی اما پرهزینه در شرایط کنونی اقتصاد ایران اشاره و آن را نمایشی بی‌حاصل دانستند. بخش دیگری از این کاربران با اشاره به نوع پوشش نیمه آزاد حاضران در این کنگره دولتی و مقایسه آن با پوشش افرادی همچون مهسا امینی، نسبت به دوگانگی‌های مکرر در رفتار و تلاش حکومت برای توجیه کشته‌شدن مهسا امینی در بازداشت گشت ارشاد به دلیل حجاب اجباری اشاره کردند.
وبگاه رویداد۲۴ در گزارشی «رزومه مهمانان اغلب ناشناخته» این کنگره را بررسی کرده و نوشته‌است کل بودجه معاونت زنان ریاست جمهوری «۳۸٫۵ میلیارد تومان» است، اما حدود «۲۱ میلیارد تومان» هزینه این کنگره و حضور «میهمانان جمیله علم‌الهدی» شده‌است.
روزنامه جمهوری اسلامی به عنوان یکی از درخواست‌کنندگان شفاف‌سازی پرسیده‌است «هدف از برگزاری این همایش چه بود؟ مبتکر برگزاری این همایش چه کسی بود؟ منظور از تاثیرگذار چیست؟ برای هر یک از این افراد چه مبلغ هزینه شده‌است؟ جوایزی که به تعدادی از دعوت شدگان داده شده بر اساس چه معیاری و چه مبلغ بوده؟ هزینه کل این همایش چقدر و از چه مآخذی پرداخت شده‌است؟»
روزنامه اعتماد نیز از «حاتم‌بخشی» از «جیب ملت ایران» برای «میهمانان گمنام» اما «پرهزینه» این کنگره انتقاد کرده و نوشته‌است «نگاهی به فهرست افرادی که به عنوان چهره به این مراسم پرهزینه و تاسف‌بار – برای ملت- دعوت شدند و از مزایای آن متنعم شدند و حظ وافر بردند، اندوه را دوچندان می‌سازد.» اعتماد از مقام‌های جمهوری اسلامی پرسیده‌است «دعوت و هزینه کلان اعضای خانواده‌های حکام سابق کشورهایی که جایگاهی در جهان ندارند و دوستی با آنها تنها سبد هزینه ما را سنگین‌تر می‌سازد… چه توجیهی دارد؟»
پس از انتقادهای فراوان کاربران شبکه‌های اجتماعی و برخی رسانه‌های داخلی از این کنگره، روزنامه کیهان، رسانه وابسته به سید علی خامنه‌ای، منتقدان را مورد انتقاد قرار داد و آنها را صرفاً «اصلاح‌طلبان» حکومت ایران دانسته و مدعی شد که مخالفان فقط زنان «چشم آبی» و «مو بلوند غربی» را تحسین می‌کنند.